# ویلی هولتس‌مولر
ویلی هولتس‌مولر (به آلمانی: Willy Holzmüller) بازیکن فوتبال و هافبک اهل آلمان شرقی بود که از سال ۱۹۵۷ میلادی عضو تیم ملی فوتبال آلمان شرقی بوده است. وی در ۱ بازی ملی حضور داشته و در بازی‌های ملی‌اش گلی به ثمر نرساند. ویلی هولتس‌مولر آخرین بازی ملی خود را در سال ۱۹۵۷ میلادی انجام داد.